# دائرة سيدي عقبة
دائرة سيدي عقبة هي إحدى دوائر ولاية بسكرة الجزائرية.